# Distretto di Pariñas
Il distretto di Pariñas è uno dei sei distretti della provincia di Talara, in Perù. Si trova nella regione di Piura e si estende su una superficie di 1.116,99 chilometri quadrati.

Istituito il 31 ottobre 1932, ha per capitale la città di Talara; nel censimento 2005 si contava una popolazione di 84.978 abitanti.